# غزو فرنسا الجديدة (1758-1760)
غزو فرنسا الجديدة (بالفرنسية: La Conquête) هو غزو عسكري بريطاني لولاية فرنسا الجديدة إبان حرب السنوات السبع. نفذ البريطانيون عملية الغزو ضمن حملة عسكرية عام 1758، واستحوذوا على كندا رسميًا وفق معاهدة باريس التي أنهت حرب السنوات السبع.
يُستخدم المصطلح عادة أثناء مناقشة أثر الاحتلال البريطاني على المنطقة التي يقطنها 70 ألف فرنسي، وأثناء الحديث عن الأمم الأولى أيضًا. تُعتبر معاملة بريطانيا للسكان الفرنسيين قضية إشكالية في الجدالات الشعبية والأكاديمية، والجدل قائمٌ أيضًا بخصوص ما إذا كان الأثر التاريخي طويل الأمد إيجابيًا أم سلبيًا.

## خلفية
يمثل احتلال فرنسا الجديدة آخر فصلٍ من سلسلة الصراعات الطويلة بين بريطانيا وفرنسا حول مستعمراتهما في أمريكا الشمالية. في العقود السابقة لحرب السنوات السبع وغزو فرنسا الجديدة، تنامت اهتمامات بريطانيا وفرنسا بمستعمراتهما في أمريكا الشمالية سريعًا، وأصبحت المنطقة مصدرًا مهمًا للتوترات التي نشأت بين القوتين العظمتين. أصبحت أمريكا الشمالية البريطانية سوق تصدير مغرٍ جدًا خلال النصف الأول من القرن الثامن عشر، وكسبت أهمية في نظر صناع السياسة البريطانيين. أقنعت القيمة الاقتصادية النامية لمستعمرات أمريكا الشمالية الكثير من أعضاء عامة الشعب البريطاني المؤثرين بوجوب توسيع تلك المستعمرات، وبألا تعيق مطالب فرنسا الإقليمية في القارة مساعي البريطانيين.:2–5 فوق ذلك، تغيّرت طبيعة الإمبراطورية البريطانية بشكل أساسي في الأعوام التالية لحرب الخلافة النمساوية، فتحوّلت من إمبراطورية بحرية وتجارية إلى إمبراطورية أكثر مركزية وتنظيمًا. شجّع هذا التغيّر الحكومة البريطانية على مضاعفة التزاماتها تجاه مستعمراتها في أمريكا الشمالية والمناطق الأخرى غير المأهولة (كوادي نهر أوهايو مثلًا).:24
على عكس البريطانيين، لم تبرر فرنسا دفاعها عن المستعمرات بحجة المصالح الاقتصادية. بل على النقيض من ذلك، ارتأى الكثير من صناع السياسة الفرنسيين أن المستعمرة تستنزف فرنسا اقتصاديًا، وادعوا أن قيمتها إستراتيجية في المقام الأول. شعر القادة الفرنسيون بصعوبة التنافس مع البحرية الملكية، وخشيوا أن يهدد التفوق البحري لبريطانيا العظمى مستعمرات فرنسا المدرة للأرباح في الهند الغربية، وكذلك مكانة ومنزلة فرنسا في أوروبا.

### القوى المعارضة
من وجهة النظر المتعلقة بالأرقام، دائمًا ما كانت فرنسا الجديدة خسارةً مقارنة بالمستعمرات البريطانية كثيرة السكان. عندما بدأت العداوات، لم يزد تعداد سكان فرنسا الجديدة عن 80 ألف شخص أبيض البشرة، عاش 55 ألف شخص منهم في كندا. في المقابل، كان تعداد سكان المستعمرات البريطانية نحو مليون و160 ألف شخص أبيض و300 ألف عبدٍ أسود. لكن عدد القوات النظامية التي كانت متوفرة في بداية النزاع لا يعكس هذا التفاوت الديموغرافي. في عام 1775، تألفت القوات المدافعة عن فرنسا الجديدة من 3500 جندي احترافي، بينما اعتمدت المستعمرات البريطانية على كتيبتين آيرلنديتين –تراوح عدد الجنود فيهما بين 1500 و2500 مقاتل– مدعومتين بكتيبتين أخرتين من مجندي نيو انجلاند. وهكذا، كان توازن القوى على البر متساويًا نوعًا ما في البداية. بينما في البحار، مالت الكفة لصالح البحرية البريطانية بشكل واضح. في عام 1755، امتلكت بريطانيا 90 سفينة حربية مقابل 50 سفينة لصالح فرنسا، وكان التفاوت في العدد يتسع مع مرور الوقت. منحت هذه السطوة البحرية أفضلية واضحة لبريطانيا، تحديدًا في قدرتها على إرسال التعزيزات والمؤن إلى مستعمراتها في أمريكا الشمالية.

## الغزو
بدأ عام 1758 ما سُمي لاحقًا بـ«الفتح» أو الغزو البريطاني لفرنسا الجديدة، وتحت إشراف رجل الدولة وليام بيت، بذل البريطانيون جهدًا خجولًا لدعم مساعيهم الحربية في مسرح أحداث أمريكا الشمالية،:171 لدرجة أنهم نجحوا في مهمة غزو كامل مستعمرة كندا الفرنسية، وهي مهمة لم يكن البريطانيون واثقين من نجاحها في تلك الفترة.
في يوليو، نجحت البعثة البريطانية بقيادة اللواء جيمس ولف في الاستيلاء على ميناء لويسبورغ الواقع ضمن مستعمرة جزر السلام الفرنسية. مثّل حصار لويسبورغ أول معركة كبرى (وأول انتصار بريطاني كبير) خلال مرحلة الغزو. انطلاقًا من لويسبورغ، قاد ولف قواته وصولًا إلى نهر سانت لورانس متوجهًا نحو كيبيك. عند وصوله، أقام الجيش قاعدة على جزر أورليان تبعد 5 كيلومترات عن مدينة كيبيك (أخلى السكان الفرنسيون المنطقة عندما برزت أنبار سقوط لويسبورغ).:65 بعد ترسيخ وجود القاعدة البريطانية، أمر ولف جنود المدفعية بقصف مدينة كيبيك. أدى القصف المستمر إلى زعزعة معنويات المدنيين، لكنه لم يمثل خطرًا عسكريًا حقيقيًا على الفرنسيين.:80
منذ البداية، أدرك ولف أن نجاح بريطانيا قائم على قدرته على سحب الجيش الفرنسي وإخراجه من تحصيناته وزجه في معركة حاسمة. في المقابل، تردد قائد الجيش الفرنسي الرئيس، وهو لوي جوزيف دو مونكالم، في توريط جنوده بموقع أو هجوم واحد. اعتقد مونكالم أن الحملة البريطانية ستنفذ من الذخيرة في نهاية المطاف (أو ستُسحق إثر شتاء كندا القاسي)، وركزت إستراتيجية مونكالم على الدفاع بشكل رئيس.:167–8 جراء ذلك، كان الرد الفرنسي على القصف متقطعًا في أغلب الأحيان، وفي بعض الأحيان، اعتُمد في الأعمال الانتقامية على متطوعين مدنيين غير مدربين.:79 بحلول شهر أغسطس عام 1759، أُنهك الجانبان (الجانب البريطاني خصيصًا) جراء سنة من المعارك المتقطعة، ولم يتمكن ولف من إحراز تقدم ملحوظ.:267 عندما أدرك ولف أن الحملة البريطانية باتت في آخر عمرها وبالكاد مستمرة، حشد اللواء آخر جنوده وموارده لتنفيذ حملة أخيرة. أنزل ولف جنوده على الشاطئ الشمالي لمدينة كيبيك، وأجبر الفرنسيين على القتال جراء الزحف البريطاني المباشر نحو قلب المدينة.
في 13 سبتمبر، بدا أن خطة ولف ناجحة، فأمر مونكالم، على عجل غير مسبوق، مجمل رجاله بإيقاف البريطانيين على الفور، وخشي مونكالم «ألا نتمكن من مهاجمتهم بالعناصر المتوفرة لدينا إن منحناهم مزيدًا من الوقت». اصطدم الجيشان على بعد كيلومترات من مدينة كيبيك شمال سهول أبراهام. في تلك المعركة، توفي اللواء ولف متأثرًا بجراحه. على أي حال، تمكن البريطانيون من خرق صفوف الفرنسيين بسرعة نسبيًا، وطاردوا المقاتلين الفرنسيين الذين فروا عائدين إلى كيبيك. خلال مطاردة الفرنسيين، أُصيب الجنرال مونكالم وتوفي متأثرًا بجراحه بعد فترة قصيرة في منزله القائم على شارع سان لوي.
في بعض الأحيان، أُفرط في تأثير معركة سهول أبراهام، من ناحية مقتل مونكالم وولف بشكل خاص. على الرغم من أن المعركة حققت نصرًا كبيرًا، لكن تلك المعركة الملحمية لم تضمن نجاح الحملة البريطانية في تلك الفترة. وعلى الرغم من أن موت مونكالم شكّل صفعة كبيرة لمعنويات الفرنسيين، لم تكن وفاته عنصرًا حاسمًا في خسارتهم. ببساطة، كان الغزو أكبر بكثير من مساعي الرجلين التي تُوّجت في تلك المعركة. وفقًا لما يقوله ماثيو وارد، اعتمد نجاح الغزو البريطاني في الحقيقة على وصول أسطول المساعدة البريطاني بأمان في شهر مايو من عام 1760. عقب معركة سهول أبراهام، أعاد الفرنسيون تجميع أنفسهم في مونتريال تحت قيادة فرانسوا غاستون دو ليفي، تاركين البريطانيين يتحملون الشتاء الكندي القاسي في المدينة التي دُمرت أثناء المعركة، وبحوزتهم عدد ضئيل من المؤن. عقب المعركة، وفي 18 سبتمبر عام 1759، وقّعت السلطتان البريطانية والفرنسية بنود التنازل عن كيبيك.
في أبريل من عام 1760، وفي محاولة أخيرة لاستعادة مدينة كيبيك، شنّ الجيش الفرنسي (المتحصن حينها في مونتريال) اعتداءً على القوات البريطانية في سانتي فوا، على بعد مسافة قصيرة من أسوار مدينة كيبيك. مثلت المعركة نصرًا فرنسيًا من ناحية عدد الإصابات. في نهاية المطاف، لم يتمكن الفرنسيون من استعادة مدينة كيبيك واضطروا إلى الانسحاب مجددًا نحو مونتريال، حيث استسلموا هناك بعد فترة قصيرة.